# Susanne Grandt Jakobsen
Susanne Grandt Jakobsen, (født 19. august 1955), dansk forfatter og pædagog fra Frederikshavn.
Jakobsen har blandt andet skrevet tre skrøneromaner, historien om et værft (Frederikshavn Værft/ Danyard) i Frederikshavn og personerne som arbejdede der.
Susanne Grandt Jakobsen er gift med Henrik Grandt Jakobsen, der er indehaver af pladestudiet Lyddokken i Frederikshavn, og sammen har de datteren Sandie, der arbejder med bilstyling.

## Biografi
- 1979 – 1982, uddannet pædagog på Hjørring Seminarium.
- 1982, arbejdet med psykisk handicappede børn.
- 1983 – 2003, arbejdet som pædagog.
- 1989, udviklet pædagogisk lydlotto for børn.
- 1997 – 2000, uddannet som dramatiker på Odsherred Teatercenter.
- 2000 – 2003, færdigskrevet tre teaterstykker, en børnebog og to skrøneromaner.
- 2004, færdigskrevet den sidste skrøneroman.

### Bøger
- Ida tror du på sørøvere ?, børneroman for aldersgruppen 5 – 10 år.
- Skrøner fra et værft – Hvem fanden er Knud? (2002)
- Flere skrøner fra et værft – Hvor fanden er ubåden? (2003)
- Sidste skrøner fra et værft – Hvad fanden gik der af fløjten? (2004)
- Skrøner fra en havn – Hvad fanden betyder maritim ? (2006)

### Teaterstykker
- Fuglen fra Afrika, teaterforestilling for aldersgruppen 6 – 100 år.
- Hjertets fest, en anderledes juleforestilling.
- Sofastykket, spillet af omrejsende børneteatergrupper i Danmark og Norge.